# كم بيونغ إل
كم بيونغ إل (هانغل: 김평일 ) (و. 1954  م) هو سياسي، ودبلوماسي كوري شمالي، ولد في بيونغيانغ، هو عضوٌ في حزب العمال الكوري وهو عم الزعيم الحالي لكوريا الشمالية كيم جونغ اون.

## مناصب
تولى منصب سفير كوريا الشمالية

## التعليم
تعلم في جامعة كم إل سونغ.